# Telavi
Telavi (grúzul:  თელავი) a keleti grúziai Kaheti tartomány székhelye és közigazgatási központja. A 2017-es népszámláláskor lakossága 19 751 fő volt. A város a Csiv-Gombori-hegység lábánál, 500–800 méter (1600–2600 ft) tengerszint feletti magasságban terül el.

## Története
Az első telavi régészeti leletek a bronzkorból származnak. Az egyik legkorábbi fennmaradt beszámoló Telaviról a Kr.u. 2. századból származik, Claudius Ptolemaiosz görög geográfustól, aki a Teleda nevet említi (Telavira utalva). A 8. században kezdett átalakulni meglehetősen jelentő politikai és közigazgatási központtá. Telaviról érdekes információkat közöl a feljegyzéseiben egy arab földrajztudós, Al-Muqaddasi, aki a 10. században Telavit az akkori Kaukázus olyan fontos városai mellett említi mint Tbiliszi, Samkhor, Ganja, Shemakha és Shirvan. Telavi lakosságáról  Al-Muqaddasi megemlíti, hogy legtöbben a keresztények vannak.

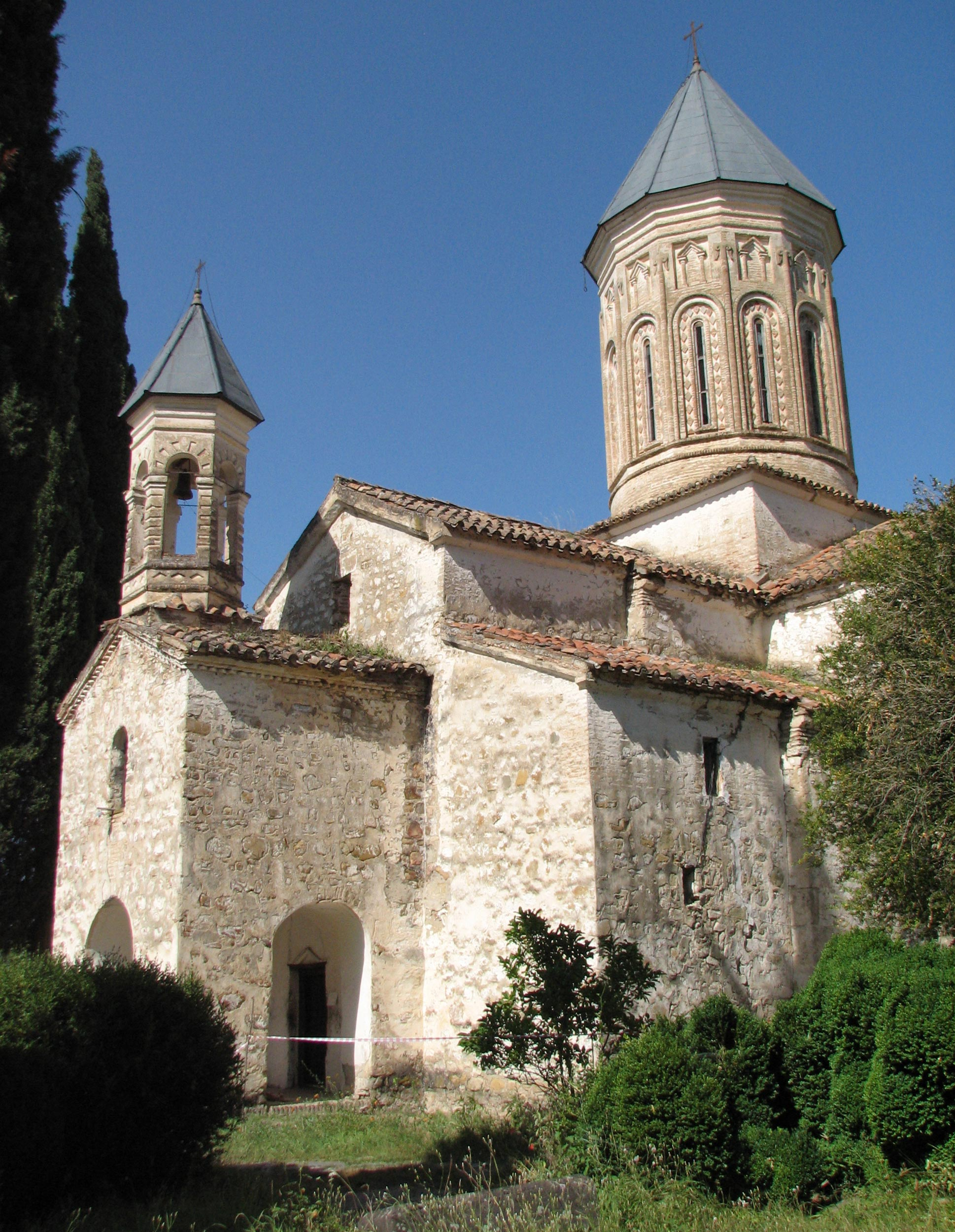
Ikalto (800 körül)

A 10. és a 12. század között Telavi a Kaheti Királyság, majd a Kahet-Hereti Királyság fővárosa volt. A grúz állam aranykorában (XII-XIII. század) Telavi a grúz állam egyik legfontosabb politikai és gazdasági központjává lett. Az egyesült grúz királyság 15. századi felbomlása után Telavi hanyatlásnak indult, és a város végül a kereskedelem és kézművesség közönséges városává vált. 
A 17. században nyerte vissza politikai jelentőségét, amikor Kaheti királyság fővárosa lett. 1762-re az egyesült kelet-grúz Kartl-Kaheti Királyság második fővárosa lett (Tbiliszi után). Erekle király uralkodása, aki ebben a városban született és halt meg, különleges korszak volt Telavi történetében. Az 1744-től 1798-ig tartó időszakban stratégiai és kulturális központtá nőtte ki magát. II. Erakle teológiai szemináriumot és színházat is alapított. Reformjai az ország életének minden területét érintették. Alapvetően megváltoztatták Kartli-Kaheti, majd egész Grúzia politikai, gazdasági és kulturális irányultságát. Neve a grúz nép szabadságának és nemzeti függetlenségének szimbólumává nőtt. II. Erakle-t még mindig szeretettel „Patara Kahi”-nak („Kis Kaheti”) hívják, hőstettei pedig a népi irodalomban maradtak fenn.

### Az orosz uralom

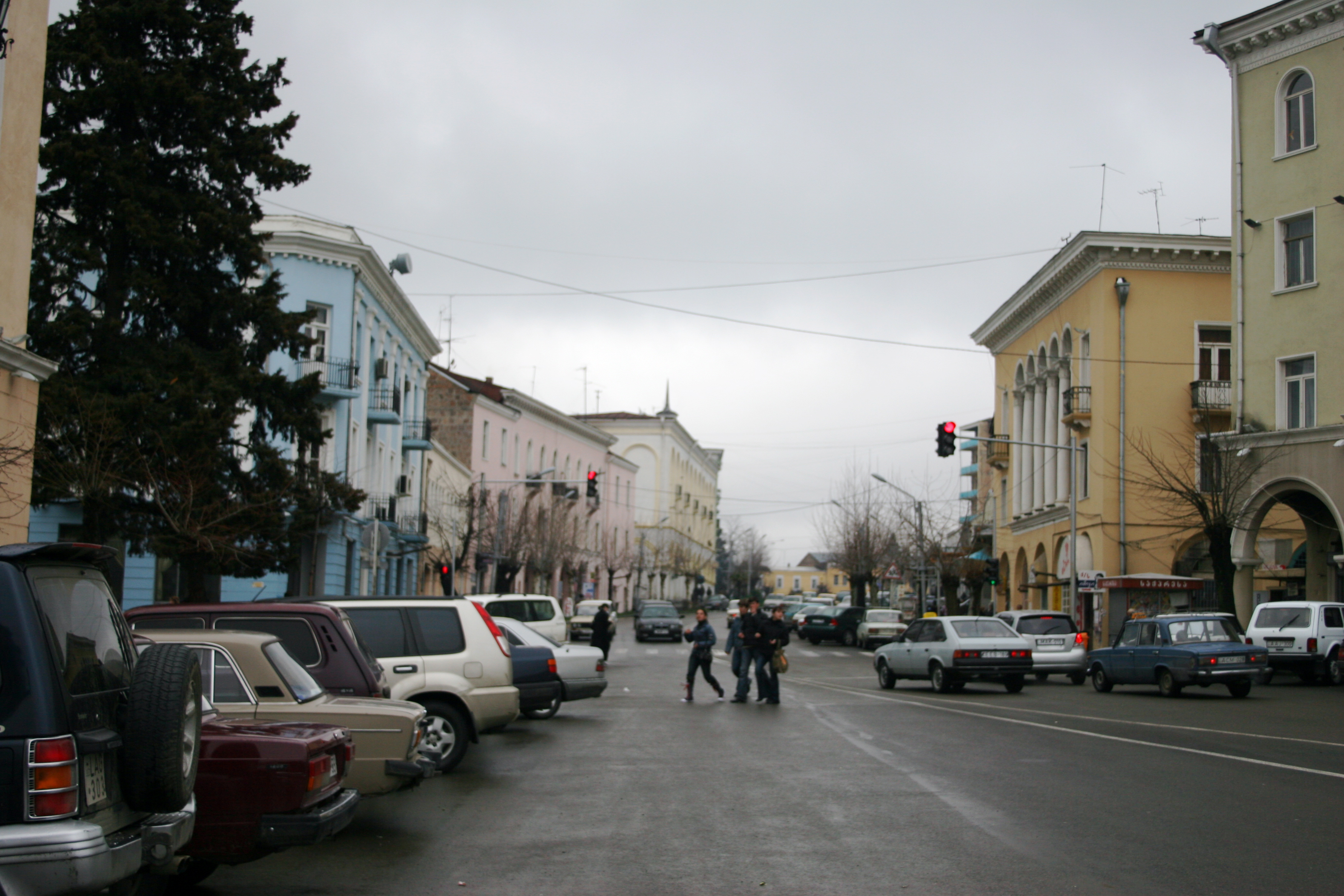
Telavi utcakép

1801-ben, miután a Kartli-Kaheti Királyságot az Orosz Birodalom annektálta, Telavi elvesztette fővárosi státuszát. A 19. században a Tifliszi kormányzóságon belüli a Telavi ujezd (járás) közigazgatási központja volt. Ebben az időszakban a város gazdasága elsősorban a kisiparból (bőrfestés, fazekasság, borászat stb.), kereskedelemből és mezőgazdaságból tevődött össze. A város lakossága a 19. század végén körülbelül 12 000 fő volt (köztük körülbelül 9000 örmény és 2000 grúz nemzetiségű).

## Örökség
Telavi és környéke gazdag történelmi, építészeti és természeti emlékekben. A város határain belül őrzött legfontosabb műemlékek a következők:
- Dzveli Galavani („Régi falak”) – az első kaheti királyok erődítménye (9-10. század)
- Mária-templom (XVI. század)
- Szentháromság-templom (6. század)
- A 17. században épült Batonis Csihe erőd („A Mester erődje”); az egyetlen, jó állapotban fönnmaradt középkori királyi palota Grúziában
- Korcsibasisvilebisz Csihe – a Korcsibasisvili nevű helyi nemesek kastélya (16-18. század)
- Avakisvilebisz Csihe – a helyi nemesek Avakisvilebi kastélya (XVIII. század)

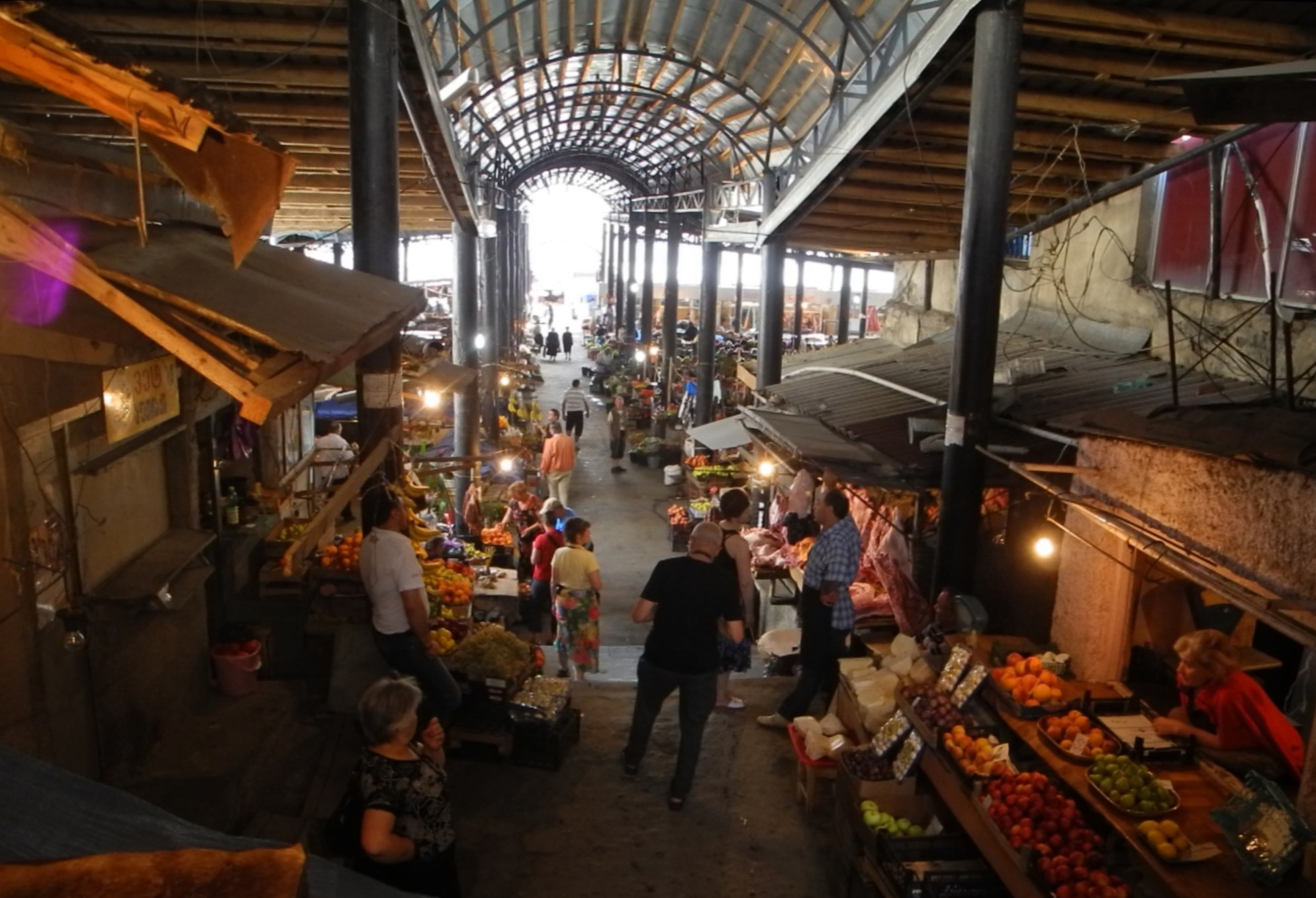
Telavi város nyílt piaca

Telavi az egyetlen város Grúziában, ahol négy történelmi korszakból származó négy erődítmény-emlék maradt viszonylag érintetlenül. Emiatt az építészek, tudósok és művészettörténészek Telavit az ország legközépkoribb városának tartják. Egy másik érdekes látnivaló Telaviban egy 900 éves platán, amely 40 m (130 ft) magas és törzsének kerülete 11 m (36 ft).
Telavi környékén számos figyelemre méltó látványosság található, köztük az Alaverdi-székesegyház (XI. század), mely a második legmagasabb katedrális Grúziában az újonnan épült tbiliszi Sameba-székesegyház után; az Ikalto Akadémia (8-12. század), ahol a híres grúz író, Sota Rusztaveli tanult; a Szent György-templom (Grúzia védőszentjének szentelve, az országban állítólag 365 Szent György nevű templom van); Gremi városának és várának romjai (Kakheti egykori fővárosa volt a 15–17. században); Suamta, ahol három különböző időszakban, a  6., 7. és 8. században épült templomkomplexum áll egy hegyvidéki erdőben; Akali Suamta („Új Suamta”), a 16. században épült kolostor Dzveli Suamta („Régi Suamta”) közelében; a lenyűgöző Csinandali kertek (a Csavcsavadze család nemesi palotája).

### Telavi örmény öröksége
Az egykori örmény lakosság gazdag kulturális életet élt, melynek egy része a mai napig fennmaradt.
- Avag (Anya) Szent György templom – örményül Surb Gevorg néven, az óváros szívében található. A harangtorony 1829-ben épült. 1861-ben engedélyt kértek a templomra kupola (gmbet) építésére. 1923 elejére a templomot bezárták, a harangtornyot 1924. április 19-én lebontották. Ugyanezen év májusában a gavitot is lebontották, a nyugati és déli oldal jobbágyfalaival együtt.[5]
- Surb Karapet templom – 1797-ben épült. 1818-ban már nem használták.[5]
- Surb Gevorg templom – építésének  pontos időpontja ismeretlen, de egyes feljegyzések szerint 1798 és 1800 között épült, és 1852-ben újították fel, 1500 manéta költséggel. Még mindig áll, rossz állapotban.[5]
- Surb Astvatsatsin ("Isten Szent Anyja"). A régi örmény temetőben található. Már 1840-ből is léteznek feljegyzések. 1879-ben 4000 rubelt költöttek a templomkupola (gmbet) felépítésére. 1894. december 10-én éjjel a templomot kirabolták, aminek következtében védőfalak épültek köré. Még mindig áll, napjainkban grúz templomként működik.[5]
- Surb Yerordutyun templom. Az építkezésről nem ismertek feljegyzések, csupán az 1800-as évektől említik. 1923-ban zárták be.
- Surb Tovmas kápolna. 1882-től 1885-ig épült fából, 280 rubel áron. 1923-ban bezárták. Még mindig áll.[5]

## Földrajz

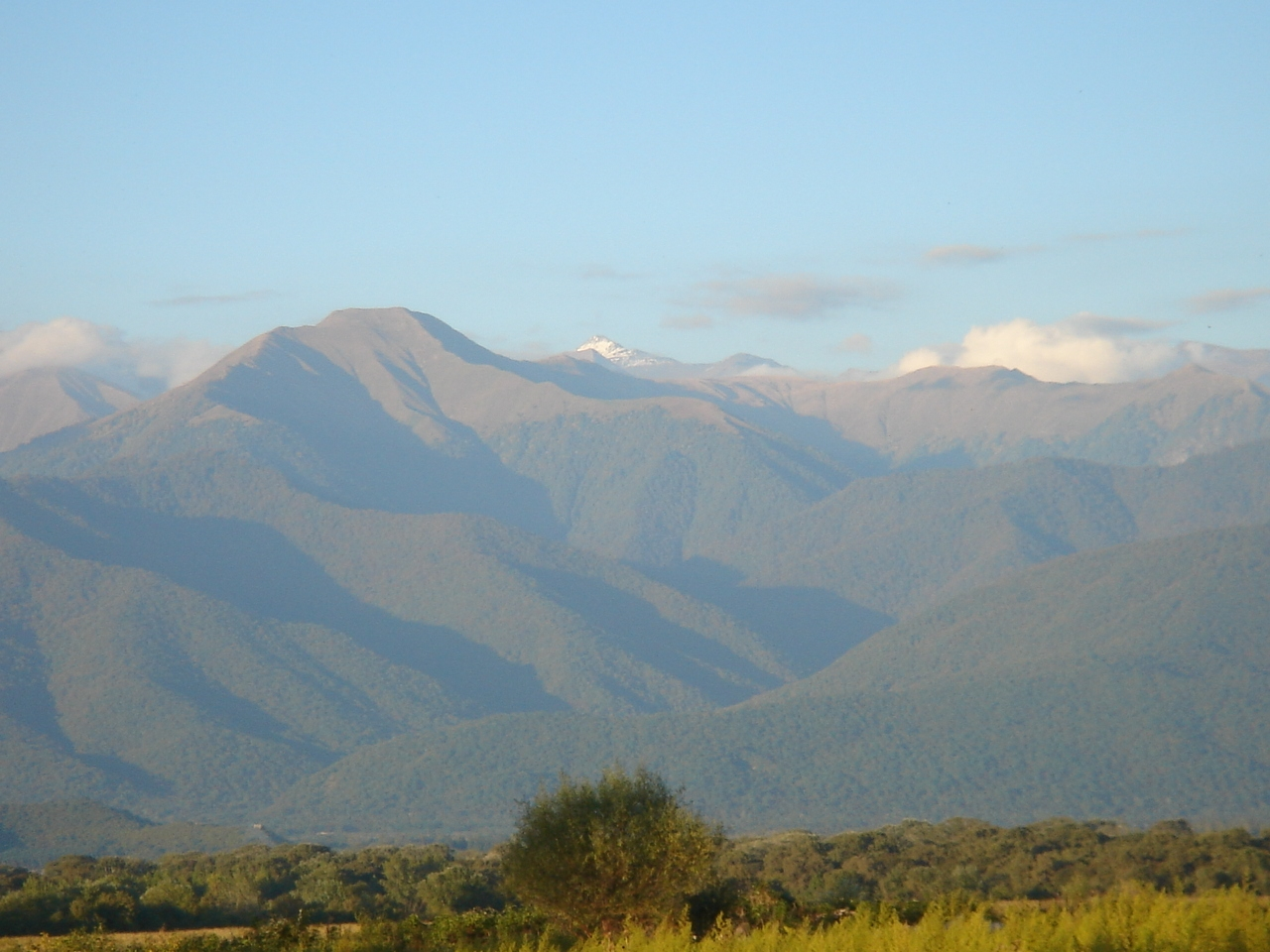
Az Alazani folyó völgye

Telavi délen és délnyugaton a Csiv-Gombori-hegység felé néz, északon és keleten pedig az Alazani-völgy határolja.
A Nagy-Kaukázus-hegység, mely az Alazani-völgytől északra húzódik, Telavi nagy részéből látható.
Telavi városát jelenleg két főútvonal köti össze Tbiliszivel. A leginkább használt (és jobban aszfaltozott) főút Kaheti vidéki területein halad át, és hosszabb (a főútvonal teljes hossza körülbelül 156 kilométer (97 mi)), mint az az útvonal, mely a Gombori-hegység magaslatain halad át.
A rövidebb útvonal (kb. 96 kilométer (60 mi) ) meglehetősen festői, és a 2014-től folyó rekonstrukciós munkák miatt kevésbé kihasznált. Az út errefelé nehezebb a nem profi és kevésbé tapasztalt sofőrök számára, mivel nagyon keskeny és néhány helyen veszélyes.
Szépsége, történelmi emlékei és vendégszeretete, valamint lakóinak kedvessége miatt a város népszerű turisztikai célpont Grúziában.

### Éghajlat
A legmagasabb mért hőmérséklet: 41,6 °C (106,9 °F) 2000. július 31-én.

Legalacsonyabb mért hőmérséklet: −15,0 °C (5,0 °F) 2016. január 28-án.
| Hónap | Jan. | Feb. | Már. | Ápr. | Máj. | Jún. | Júl. | Aug. | Szep. | Okt. | Nov. | Dec. | Év |
| ----- | ---- | ---- | ---- | ---- | ---- | ---- | ---- | ---- | ----- | ---- | ---- | ---- | -- |

## Politika

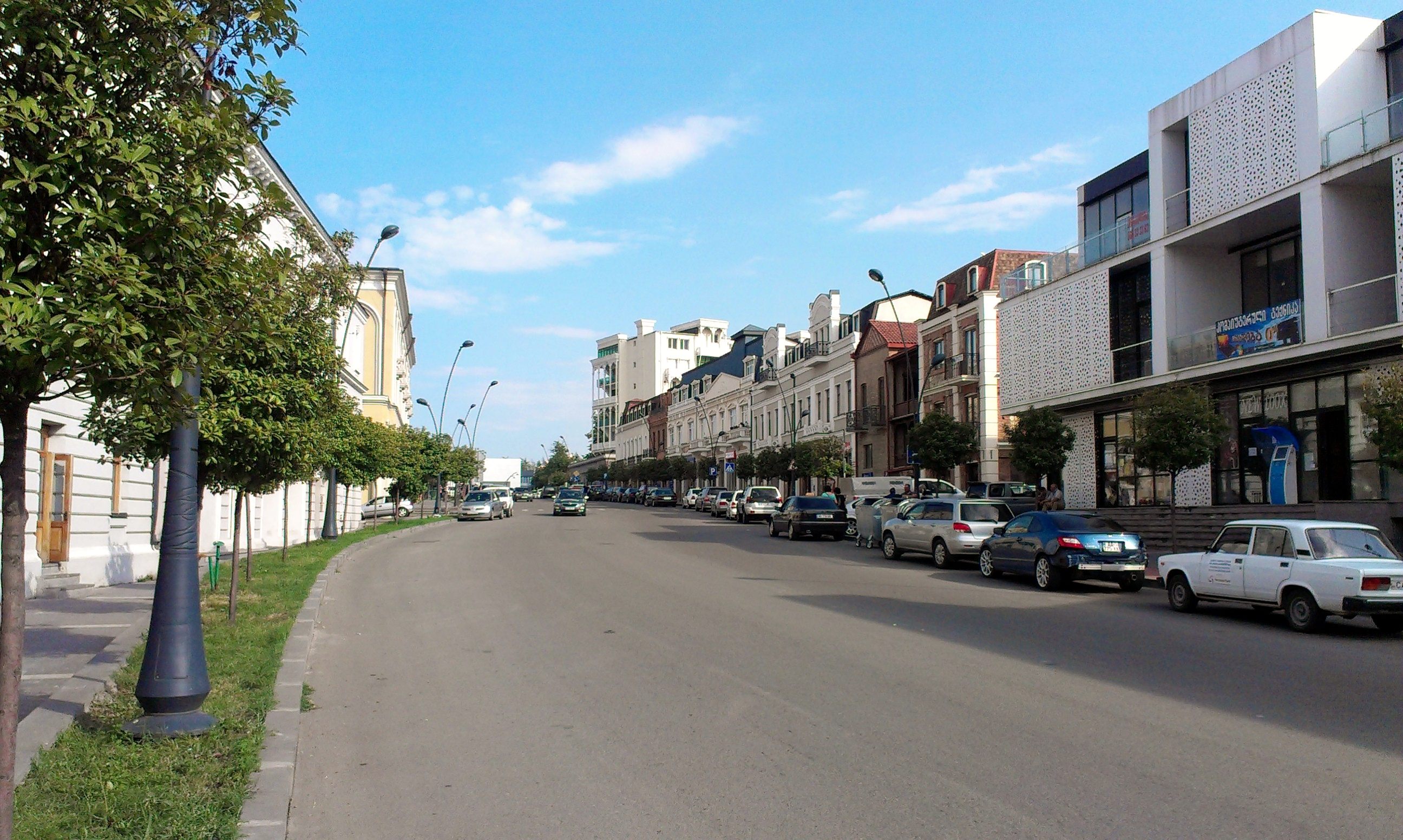
Ilja Csavcsavadze utca

Telavi önkormányzati képviselő-testülete (grúz : თელავის საკრებულო) jelenleg 33 tagból áll. A tanács rendszeresen ülésezik, hogy olyan témákat tárgyaljon, mint a törvénymódosítások, közművek, adók, a város költségvetése, a városi önkormányzat felügyelete etc. Telavi képviselőit négyévente választják. A legutóbbi választást 2017 októberében tartották.
|  | Grúz álom           | 24 |  |  |  |  |  |  |  |  |  |  |  |  |  |  |  |  |  |  |  |  |  |  |  |  |
|  | UNM                 | 5  |  |  |  |  |  |  |  |  |  |  |  |  |  |  |  |  |  |  |  |  |  |  |  |  |
|  | Európai Grúzia      | 2  |  |  |  |  |  |  |  |  |  |  |  |  |  |  |  |  |  |  |  |  |  |  |  |  |
|  | Georgia számára     | 1  |  |  |  |  |  |  |  |  |  |  |  |  |  |  |  |  |  |  |  |  |  |  |  |  |
|  | Hazafiak Szövetsége | 1  |  |  |  |  |  |  |  |  |  |  |  |  |  |  |  |  |  |  |  |  |  |  |  |  |

## Híres telaviak
- II. Erekle király (1720-1798), Kartli és Kaheti királya
- XII. György király (1746-1800), az utolsó grúz uralkodó
- Iulon herceg (1760-1816), grúz herceg, XII. György király féltestvére
- Elene Ahvlegyiani (1898-1976), grúz festő
- Girgor Harutyunijan (1900-1957), az Örmény Szovjetunió Kommunista Pártjának első titkára
- Henrik Malijan (1925-1988), örmény filmrendező
- Givi Csikvanaia (1939-2018), grúz vízilabdázó
- Kahi Salvovics Aszatiani (1947-2002), grúz labdarúgó
- Zaza Kolelisvili (1957–) grúz színész, filmrendező
- Larissza Petrosian (1993-), modell
- Givi Dmitrijevics Csoheli (1937-1994), grúz labdarúgó
- Alim Nabiev (1994-), azerbajdzsáni kickboxos

## A populáris kultúrában
Telavi a grúz bokorpilóta, Mimino (Vahtang Kikabidze) szülővárosa az 1977-es Mimino című szovjet vígjátékban.

## Testvérvárosai
- Arkadag, Türkmenisztán (2023)
- Bacharach, Németország
- Kėdainiai, Litvánia
- Napa, California, USA
- Santa Coloma de Gramenet, Catalonia, Spanyolország